# Go with Me - Sul sentiero della vendetta
Go with Me - Sul sentiero della vendetta (Blackway) è un film del 2015 diretto da Daniel Alfredson.

## Trama
Una giovane donna, Lillian, torna nella sua città natale. Viene molestata da un criminale violento, un ex agente di polizia che si fa chiamare "Blackway". Con lo sceriffo che si dimostra impotente, ordinandole di lasciare la città, Lilian, in cerca di aiuto, si rivolge a due strani uomini: Lester, un ex boscaiolo, e il suo giovane amico, Nate. Il trio ingaggia una lotta spietata contro Blackway.

## Accoglienza

### Critica
Su Rotten Tomatoes, il film detiene un indice di gradimento del 20% basato su 5 recensioni, con una valutazione media di 3,92/10.